# Beccarinda argentea
Beccarinda argentea är en tvåhjärtbladig växtart som först beskrevs av Anthony, och fick sitt nu gällande namn av Brian Laurence Burtt. Beccarinda argentea ingår i släktet Beccarinda och familjen Gesneriaceae. Inga underarter finns listade i Catalogue of Life.